# Dominique Cornil
Pour les articles homonymes, voir Cornil (homonymie).
Dominique Cornil, née le 15 janvier 1953 à Lobbes (Belgique), est une pianiste belge, lauréate 
du Concours musical international Reine Élisabeth de Belgique en 1975.

## Biographie
Dominique Cornil donne son premier concert avec orchestre à 10 ans. Elle obtient les Premiers Prix du Conservatoire Royal de Mons à 14 ans et du Conservatoire National Supérieur de Paris à 18 ans sous la direction de Vlado Perlemuter et de Pierre Sancan. Elle se perfectionne par la suite avec Gyorgy Sebok. 
Lauréate des concours internationaux de Lisbonne, Naples, Genève et Bruxelles (Concours Reine Elisabeth), elle obtient le Prix de la Förder-Gemeinschafft (fondation européenne) à Strasbourg. 
Sa carrière internationale l’a amenée à donner des concerts en Europe en Russie, au Canada, au Brésil, en Inde, en Chine à Singapour et au Japon. 
Elle a joué sous la direction de grands chefs d’orchestre tels que A. Vandernoot, G. Octors, P. Bartholomée, J. Fürst, C. Davis, Y. Levi, J. Rolla, M. Venzago, M. Shostakovitch, A. Dmitriev, E. Bergel, T. Guschlbauer , A. Dumay.
Chambriste accomplie, elle joue régulièrement dans diverses formations avec V. Bogaerts, P. Amoyal, Y. Horigome, A. Dumay, M. Hallynck, M. Maïsky, J.C. Vanden Eynden, E. Reyes, M. Grauwels, W. Boeykens, M. Lethiec, R. Van Spaendonck, le Quatuor Ysaye,… 
Dominique Cornil est professeur de piano au Conservatoire Royal de Musique de Bruxelles où elle assure la présidence de la section de l’Option Claviers. Elle a enseigné comme professeur extraordinaire à la Chapelle musicale Reine Élisabeth.

## Récompenses et distinctions
- Lauréate du Concours International de Lisbonne
- Lauréate du Concours International de Naples
- Lauréate du Concours International de Genève
- Lauréate du Concours International Reine Elisabeth de Belgique
- Prix de la Förder-Gemeinschafft (fondation européenne) à Strasbourg.